# Genussa cercata
Genussa cercata là một loài bướm đêm trong họ Geometridae.